# Élections législatives de 1978 en Nouvelle-Calédonie
Les élections législatives françaises de 1978 se déroulent les 12 et 19 mars.  Dans le territoire de la Nouvelle-Calédonie, deux députés sont à élire dans le cadre de deux circonscriptions.

## Élus
| Circonscription | Député sortant     | Parti              | Parti              | Député élu ou réélu | Parti | Parti |
| --------------- | ------------------ | ------------------ | ------------------ | ------------------- | ----- | ----- |
| 1re             | Nouvellement créée | Nouvellement créée | Nouvellement créée | Rock Pidjot         |       | UC    |
| 2e              | Nouvellement créée | Nouvellement créée | Nouvellement créée | Jacques Lafleur     |       | RPCR  |

## Résultats

### Résultats à l'échelle du territoire
| Parti                 | Parti                                              | Premier tour | Premier tour | Second tour | Second tour | Sièges |
| Parti                 | Parti                                              | Voix         | %            | Voix        | %           | Sièges |
| --------------------- | -------------------------------------------------- | ------------ | ------------ | ----------- | ----------- | ------ |
|                       | Rassemblement pour la Calédonie dans la République | 21 527       | 47,64        | 5 732       | 40,51       | 1      |
|                       | Divers droite                                      | 2 385        | 5,28         |             |             | 0      |
|                       | Loyalistes                                         | 23 912       | 52,91        | 5 732       | 40,51       | 1      |
|                       |                                                    |              |              |             |             |        |
|                       | Union calédonienne                                 | 10 407       | 23,03        | 8 419       | 59,49       | 1      |
|                       | Parti socialiste                                   | 4 299        | 9,51         |             |             | 0      |
|                       | Libération kanak socialiste                        | 3 617        | 8,00         | 0           |             |        |
|                       | Front uni de libération kanak                      | 1 750        | 3,87         | 0           |             |        |
|                       | Union progressiste en Mélanésie                    | 1 206        | 2,67         | 0           |             |        |
|                       | Indépendantistes                                   | 21 279       | 47,09        | 8 419       | 59,49       | 1      |
|                       |                                                    |              |              |             |             |        |
| Inscrits              | Inscrits                                           | 69 428       | 100,00       | 24 412      | 100,00      | 2      |
| Abstentions           |                                                    |              |              |             |             |        |
| Votants               |                                                    |              |              |             |             |        |
| Blancs et nuls        |                                                    |              |              |             |             |        |
| Exprimés              | Exprimés                                           | 45 191       |              | 14 151      |             |        |
| Source : data.gouv.fr |                                                    |              |              |             |             |        |

### Résultats par circonscription

#### Première circonscription (Côte Est - Loyauté)
| Candidat                                                                                | Candidat           | Parti          | Premier tour | Premier tour | Second tour | Second tour |  |
| Candidat                                                                                | Candidat           | Parti          | Voix         | %            | Voix        | %           |  |
| --------------------------------------------------------------------------------------- | ------------------ | -------------- | ------------ | ------------ | ----------- | ----------- |  |
|                                                                                         | Rock Pidjot élu    | UC             | 4 915        | 32,83        | 8 419       | 59,49       |  |
|                                                                                         | Dick Ukeiwé        | RPCR           | 4 836        | 32,3         | 5 732       | 40,51       |  |
|                                                                                         | Nidoïsh Naisseline | LKS            | 2 263        | 15,12        |             |             |  |
|                                                                                         | Yann Céléné Uregeï | Divers gauche  | 1 750        | 11,69        |             |             |  |
|                                                                                         | André Gopoea       | Divers         | 1 206        | 8,06         |             |             |  |
|                                                                                         |                    |                |              |              |             |             |  |
| Inscrits                                                                                | Inscrits           | Inscrits       | 24 412       | 100,00       | 24 412      | 100,00      |  |
| Abstentions                                                                             | Abstentions        | Abstentions    | 9 440        | 38,67        | 10 548      | 43,21       |  |
| Votants                                                                                 | Votants            | Votants        | 14 972       | 61,33        | 13 864      | 56,79       |  |
| Blancs et nuls                                                                          | Blancs et nuls     | Blancs et nuls | 2            | 0,01         | −287        | −2,07       |  |
| Exprimés                                                                                | Exprimés           | Exprimés       | 14 970       | 99,99        | 14 151      | 102,07      |  |
| Source : L'Année politique, économique, sociale et diplomatique en France, 1978, p. 560 |                    |                |              |              |             |             |  |

#### Deuxième circonscription (Nouméa - Côte Ouest)
|                | Jacques Lafleur élu | RPCR          | 16 691 | 55,23  |  |  |  |
|                | François Burck      | UC            | 5 492  | 18,17  |  |  |  |
|                | Guy Mennesson       | PS            | 4 299  | 14,23  |  |  |  |
|                | Raymond Mura        | Divers droite | 1 890  | 6,25   |  |  |  |
|                | Gaston Bellouma     | LKS           | 1 354  | 4,48   |  |  |  |
|                | Guy Champmoreau     | Divers droite | 495    | 1,64   |  |  |  |
|                |                     |               |        |        |  |  |  |
| Inscrits       | Inscrits            | Inscrits      | 45 016 | 100,00 |  |  |  |
| Abstentions    |                     |               |        |        |  |  |  |
| Votants        |                     |               |        |        |  |  |  |
| Blancs et nuls |                     |               |        |        |  |  |  |
| Exprimés       | Exprimés            | Exprimés      | 30 221 |        |  |  |  |